# L'Honneur d'un capitaine
L'Honneur d'un capitaine és una pel·lícula de judicis francesa dirigida per Pierre Schoendoerffer, estrenada el 1982. Protagonitzada per Jacques Perrin, Nicole Garcia, Georges Wilson, Charles Denner, Claude Jade i Robert Etcheverry.

## Argument
Durant un debat televisat sobre la Guerra d'Algèria a principis de la dècada del 1980, el professor Paulet (Jean Vigny) denuncia els mètodes del capità Caron (Jacques Perrin), mort en combat el 1957. La vídua del capità, Patricia (Nicole Garcia), decideix demandar Paulet per difamació. Està representada pel seu oncle bâtonnier (Georges Wilson) i per un amic, el jove advocat Maître Valouin (Claude Jade) de Quimper; Paulet és defensat pel mestre Gillard (Charles Denner).
El judici analitza els dinou dies de comandament de Caron, que Paulet afirma que va començar amb l'execució d'un traïdor algerià. Els ancians de la companyia passen pel tribunal i ens assabentem que el capità només va arribar al capdavant del batalló l'endemà de l'execució, per tal de restablir l'ordre. Divuit dies de comandament i no dinou, subratlla l'advocat Valouin: Caron, per tant, no és responsable d'aquesta execució.
L'atenció se centra llavors en una operació liderada per Caron durant la qual un fellagha va ser fet presoner i executat. Patricia i els seus advocats demostren que l'execució va ser el resultat d'un error en l'ordre de "derrocar-lo" donada a la ràdio per Caron, que va demanar que el presoner fos portat al seu lloct de comandament, per sota del combat zona.
No admetent la derrota, Paulet torna a culpar el capità denunciant la desaparició d'un vilatà proper als fellagha. Aquí tampoc, la culpabilitat de Caron no està demostrada, i el professor és finalment condemnat a un franc simbòlic per difamació. Patricia va salvar “l'honor d'un capità”, però l'últim diàleg de la pel·lícula matisa les respectives responsabilitats.

## Repartiment
- Nicole Garcia: la vídua Patricia Caron
- Jacques Perrin: Capità Caron
- Charles Denner: Advocat Gillard
- Georges Wilson: el President de l'Advocacia
- Claude Jade: Advocat Valouin
- Robert Etcheverry: Comandant Guilloux
- Christophe Malavoy: Antomarchi
- Georges Marchal: General Keller
- Jean-François Poron: Jakez
- Jean Vigny: Professor Paulet
- Patrick Chauvel: Schuster
- Hubert Gignoux: el jutge
- Jean-Pol Dubois: Senyor Dubois
- Florent Pagny: La Corda
- Cyril Barbé: un soldat infermer
- Alain Bastien-Thiry: Pierre Caron
- Eric Baugin
- Patrick Baugin
- Pierre Belot
- Jean Depussé: ajudant
- Bruno Du Louvat
- Pierre Fabre
- Alain Floret
- Pierre Fromont: General Garnier
- Marc Henry: Senyor Riton
- Harold Minh: Senyor Minh
- André Peron
- Pascal Pistacio
- Ludovic Schoendoerffer
- Brime Souaré: Senyor Bhama
- Yves Thuillier
- Nicolas Tronc

## Crítiques
La sortida de L’Honneur d’un capitaine va anar acompanyada d'una mica d'escàndol, perquè no era bo tornar a parlar de "la guerra sense nom". El personatge principal de la pel·lícula de Pierre Schoendoerffer s'assabenta de sobte que el seu marit, a qui amb prou feines coneixia, potser no era irreprensible, però tot i així decideix defensar la seva memòria. Tot això s'aplica als diferents salts enrere que recorren els darrers dies del capità Caron, que certament manquen de recursos, però que no són menys rigorosos en la reconstrucció del conflicte armat, així com per a la classe altíssima del càsting, Nicole Garcia i Jacques Perrin per tant, però també Charles Denner i Georges Wilson que s'enfronten en un duel captivador, que inclou el dolç Claude Jade. Entre els segons o fins i tot tercers espases, destaquen Christophe Malavoy i Florent Pagny, que apareixeran el mateix any a La Balance de Bob Swaim.